# Phoenix Wright: Ace Attorney
Phoenix Wright: Ace Attorney (逆転裁判 蘇る逆転?, Gyakuten Saiban Yomigaeru Gyakuten) è il primo videogioco della serie Ace Attorney creata dalla Capcom. Originariamente pubblicato nel 2001, esclusivamente in Giappone e per Game Boy Advance, nel 2005 viene sviluppato un remake per Nintendo DS, distribuito in Giappone e successivamente nel resto del mondo.
Il giocatore veste i panni dell'avvocato Phoenix Wright, dipendente dello studio legale di Mia Fey, impegnato a difendere i propri clienti dalle accuse di omicidio. Il gioco alterna fasi di indagine e processi. Per ogni caso sarà presente un pubblico ministero (procuratore) che tenterà di ottenere un verdetto di colpevolezza nei confronti dell'imputato.

## Trama
Il videogioco, i cui fatti si svolgono tra il 2016 e il 2017, è ambientato nella versione giapponese in una città non meglio specificata del Giappone, mentre nella versione statunitense e in quella europea i fatti si svolgono a Los Angeles.
È diviso in quattro casi di omicidio, più uno speciale, presente nelle versioni per Nintendo DS e Nintendo 3DS:
Banco di prova (初めての逆転?, Hajimete no gyakuten, The First Turnabout)
In questo caso viene presentato il legale ventiquattrenne Phoenix Wright alle prese con il suo primo processo. Il suo capo Mia Fey lo aiuterà a difendere il suo amico Larry Butz dall'accusa di omicidio della sua fidanzata, la modella Cindy Stone.
Un caso paranormale (逆転姉妹?, Gyakuten shimai, Turnabout Sisters)
L'omicidio di Mia porterà Phoenix a difendere la sorella minore del suo capo, Maya Fey, accusata del crimine dal procuratore Miles Edgeworth. Una volta terminato il caso Maya cambierà il nome dello studio legale della sorella che si trasformerà in "Studio Legale Wright & Co.". Prima apparizione dell'investigatore Dick Gumshoe.
La caduta del samurai (逆転のトノサマン?, Gyakuten no tonosaman, Turnabout Samurai)
L'ennesimo caso che si troverà ad affrontare Phoenix è ambientato ai Global Studios, dove accade l'omicidio di Jack Hammer, un attore di un popolare show televisivo chiamato "Il Samurai d'Acciaio". Phoenix dovrà difendere Will Powers, la star del programma,  è accusato del omicidio del collega, in cui Phoenix scoprirà che i Global Studios nascondono un segreto di molto tempo prima, dove un attore fu assassinato per sbaglio.
Ombre dal passato (逆転、そしてサヨナラ?, Gyakuten, soshite sayonara, Turnabout Goodbyes)
Ultimo caso in compagnia della medium Maya che al termine del processo tornerà al suo villaggio natale (Il Villaggio Kurain) per proseguire l'addestramento. Phoenix Wright dovrà difendere il suo rivale Miles Edgeworth, accusato dal suo maestro, Manfred von Karma dell'omicidio dell'avvocato Robert Hammond. Phoenix scopre che la vittima è strettamente correlata con l'insoluto caso DL-6 che riguarda la morte di Gregory Edgeworth, padre di Miles Edgeworth.
Rinascita dalle Ceneri (蘇る逆転?, Yomigaeru gyakuten, Rise from the Ashes)
Due mesi dopo aver dimostrato l'innocenza di Edgeworth, Ema Skye fa visita a Phoenix per richiedere la sua assistenza legale (scambiandolo prima per Mia Fey, poi per l'uomo delle pulizie.) Sua sorella, il procuratore generale Lana Skye è stata accusata dell'omicidio del detective Bruce Goodman. Il corpo della vittima è stato trovato nella macchina di Edgeworth, che rappresenterà l'accusa al processo. Phoenix scoprirà che Lana è stata complice del capo della polizia Damon Gant, il quale l'ha costretta alla collaborazione sotto ricatto, dopo il tragico caso SL-9.

## Sviluppo
Shū Takumi ha sviluppato la serie Ace Attorney nel tentativo di creare un gioco abbastanza semplice in grado di attirare anche i giocatori occasionali. Nella sua testa gli episodi sono ordinati secondo importanza (in Phoenix Wright: Ace Attorney incidentalmente sono in ordine cronologico), rendendo il primo più interessante rispetto al capitolo finale, poiché serve ad attirare l'interesse del giocatore. Originariamente il primo episodio avrebbe dovuto essere "Un caso paranormale" con protagonista un investigatore privato, mentre il personaggio di Larry Butz sarebbe stato introdotto solamente nel capitolo finale.
L'episodio "Rinascita dalle Ceneri" è stato aggiunto nel 2005 per fornire una spiegazione dell'assenza di Miles Edgeworth in Phoenix Wright: Ace Attorney - Justice for All.

## Sequel
Il 22 ottobre 2002 esce il primo sequel dal titolo Phoenix Wright: Ace Attorney - Justice for All seguito due anni dopo da Phoenix Wright: Ace Attorney - Trials and Tribulations.
Il quarto capitolo, Apollo Justice: Ace Attorney, presenta lo stesso stile degli altri titoli della saga Ace Attorney ma al posto il ruolo di protagonista viene passato ad Apollo Justice, avvocato alle prime armi. La sua assistente è Trucy Wright, figlia adottiva di Phoenix.
In Phoenix Wright: Ace Attorney - Dual Destinies Phoenix Wright sarà accompagnato da Athena Cykes.

## Colonna sonora
Dal 31 marzo 2004 è stato messo in commercio un doppio CD contenente la colonna sonora del videogioco, composta da Masakazu Sugimori, e quella del suo sequel, arrangiata da Akemi Kimura.

## Nella cultura di massa
In un episodio dell'anime La malinconia di Haruhi Suzumiya, la protagonista deve risolvere un enigma ed imita la gestualità di Phoenix Wright.

## Trasposizione cinematografica
Nel giugno del 2011 il regista Takashi Miike ha affermato di lavorare sulla trasposizione cinematografica del titolo. Il film viene ufficialmente annunciato il 2 novembre 2011. L'uscita del live action nelle sale giapponesi è prevista per l'11 febbraio 2012. Il cast è composto da: Hiroki Narimiya (Phoenix Wright), Takumi Saitō (Miles Edgeworth), Mirei Kiritani (Maya Fey), Rei Dan (Mia Fey), Shunsuke Daitou (Dick Gumshoe), Ryou Ishibashi, (Manfred von Karma), Akiyoshi Nakao (Larry Butz), Mitsuki Tanimura (Lotta Hart), Akira Emoto (Il giudice) e Kimiko Yo (Misty Fey).
All'International Film Festival Rotterdam (IFFR), dove è stato proiettato in anteprima il film, in un'intervista con il regista Takashi Miike è emerso che il film verrà tradotto e commercializzato al di fuori del Giappone: è stata infatti pianificata una release mondiale adattata fedelmente alle varie localizzazioni del videogioco.
Per decisione dei produttori il film, della durata di 135 minuti, contiene i fatti di tutti e cinque i processi del primo Ace Attorney.